# Łuczosa (stacja kolejowa)
Łuczosa (biał. Лучоса; ros. Лучёса) – stacja kolejowa w miejscowości Witebsk, w obwodzie witebskim, na Białorusi. Leży na linii Smoleńsk - Witebsk.
Nazwa pochodzi od pobliskiej rzeki Łuczosy.